# Рамос, Маурисио
Хуан Маурисио Рамос Мендес (исп. Juan Mauricio Ramos Méndez, 23 сентября 1969, Санта-Крус-де-ла-Сьерра, Боливия) — боливийский футболист, полузащитник.

## Биография
Маурисио Рамос родился 23 сентября 1969 года в боливийском городе Санта-Крус-де-ла-Сьерра. В 1980—1987 годах занимался футболом в академии Тахиучи.
Играл на позиции полузащитника. В 1988 году дебютировал в чемпионате Боливии в составе «Дестройерс», где играл вместе с будущими лидерами сборной страны Марко Этчеверри и Эрвином Санчесом, составив с ними «золотое трио». В 1994—1995 годах выступал за боливийскую «Гуабиру».
В 1995 году перебрался в бразильский «Крузейро», однако провёл только 2 матча из-за тяжёлой травмы колена, вынудившей его пропустить около 14 месяцев. После восстановления в 1997 году перешёл в боливийский «Стронгест».
В 1998 году продолжил карьеру в США, где играл за «Тампа-Бэй Мьютини» и «Нью-Инглэнд Революшн» в МЛС. Всего в главной футбольной лиге Северной Америки сыграл 73 матча, забил 15 мячей.
Последние годы карьеры провёл в Боливии: в 2001 году играл за «Ориенте Петролеро», в составе которого стал чемпионом страны, в 2002-м — за «Унион Сентраль», в 2003-м — за «Сан-Хосе», в котором завершил выступления.
В течение карьеры провёл 33 матча за сборную Боливии. Единственный мяч забил 14 июля 1995 года в матче Кубка Америки против Чили (2:2).
В 1994 году участвовал в чемпионате мира в США. Участвовал в одном из трёх матчей боливийцев против сборной Испании (1:3), выйдя в стартовом составе и покинув поле на 47-й минуте.
Женат на Лауре Лоайсе, у них двое детей — дочь Лаура и сын Маурисио. Болеет за «Дестройерс», «Бока Хуниорс», «Барселону» и «Милан». Среди футболистов выделяет Кака, Роналдиньо и Лионеля Месси.

## Достижения
«Ориенте Петролеро»
- Чемпион Боливии: 2001.